# 傅慶貽 (咸豐進士)
傅慶貽，直隸清苑（今河北省保定市）人，清朝政治人物、進士出身。
咸豐六年，登進士。同治六年，交軍機處記名以道府用。同治十三年，署四川鹽茶道。光緒二年，任湖南按察使。光緒五年，任安徽布政使，護理安徽巡撫。